# Relaciones Italia-Uruguay
Las relaciones Italia-Uruguay son las relaciones exteriores entre la República Italiana y la República Oriental del Uruguay. Ambas naciones disfrutan de relaciones amistosas, cuya importancia se centra en la historia de la inmigración italiana en Uruguay. Aproximadamente el 44% de la población uruguaya es de origen italiano. Ambas naciones son miembros de las Naciones Unidas.

## Historia
En 1828, tras la Guerra del Brasil, Uruguay alcanzó su independencia efectiva, la cual se consolidó en 1830 con la jura de su primera Constitución. En 1834, el Reino de Cerdeña abrió una agencia consular en Montevideo, seguido por el Gran Ducado de Toscana y los Estados Pontificios. Durante la década de 1840, el general italiano Giuseppe Garibaldi —quien más tarde sería una figura central en la unificación de Italia— desempeñó un papel destacado en la Guerra Grande, combatiendo en apoyo del Gobierno de la Defensa.
En 1843, ambas naciones firmaron un Tratado de Amistad, Comercio y Navegación. A mediados del siglo XIX se inició una significativa corriente migratoria de italianos hacia Uruguay. Estas oleadas contribuyeron a moldear la cultura y la sociedad del país, convirtiendo a la comunidad ítalo-uruguaya en la más numerosa, junto a la hispano-uruguaya. Para 1908, el 34,3 % de los residentes extranjeros en Uruguay era de origen italiano.
Hacia fines de la década de 1910, Montevideo albergaba veintiséis asociaciones italianas, entre las que se destacaban el Hospital Italiano Umberto I, la Cámara de Comercio Italiana —la primera de su tipo en el mundo—, el Banco Italiano del Uruguay, así como diversas instituciones educativas.
En 1924, el príncipe del Piamonte —futuro rey Humberto II— visitó Uruguay como parte de una estrategia política impulsada por el gobierno de la Italia fascista bajo el mando de Benito Mussolini, orientada a estrechar los lazos entre los italianos emigrados y su patria de origen. Serafino Mazzolini, que se desempeñaba como ministro plenipotenciario de Italia en Uruguay declaró que Mussolini consideraba a Uruguay como el país más "italiano" del continente americano, debido a su significativa población de origen itálico, y que el régimen fascista lo veía como un posible aliado futuro en términos políticos, étnicos y raciales.
En la décadas de 1920 y 1930, la legación italiana en Uruguay llevó a cabo acciones para influir en la política local y promover el fascismo entre los descendientes de italianos en el país por medio de la creación de asociaciones sociales y culturales. Ambos países mantenían óptimas relaciones, que se fortalecieron con la llegada a la presidencia de José Serrato, hijo de un inmigrante italiano, y con el nombramiento de Pedro Manini Ríos, también de ascendencia italiana por parte de padre, como ministro de Exteriores. En 1923 se firmó el «acuerdo sobre abolición de de la visación de pasaportes».
Durante la dictadura de Gabriel Terra (1931-1938), se produjo un notable acercamiento entre Uruguay y la Italia fascista. Se incorporaron ciertas características corporativistas y elementos políticos inspirados en el modelo del fascismo italiano. Luego de la invasión italiana a Etiopía, el gobierno uruguayo no condenó el accionar de Italia como había solicitado la Sociedad de Naciones y mantuvo sus relaciones económicas. Asimismo, un contigente de voluntarios uruguayos se trasladó para combatir en filas italianas.
En enero de 1942, en el marco de la Segunda Guerra Mundial, Uruguay rompió relaciones diplomáticas, comerciales y financieras con las Potencias del Eje —incluyendo Italia—. En abril de 1946, ambas naciones restablecieron las relaciones diplomáticas, y en 1952 firmaron un acuerdo de emigración con el objetivo de «incrementarla y reglamentarla» teniendo en cuenta la solicitud de trabajadores en Uruguay y la mano de obra disponible en Italia.
Debido al hecho de que casi la mitad de la población uruguaya es de ascendencia italiana, las relaciones entre ambas naciones se han mantenido cercanas, tanto política como culturalmente. Ha habido varias visitas de alta nivel entre los líderes de ambas naciones. En octubre de 2005, el presidente uruguayo Tabaré Vázquez visitó Italia. En marzo de 2017, el presidente italiano Sergio Mattarella realizó una visita al Uruguay.
En 2019, 125,000 personas en Uruguay portaban de un Pasaporte italiano, muchos de ellos con la doble nacionalidad italiana y uruguaya.

## Acuerdos bilaterales
Ambas naciones han firmado varios acuerdos, como un Tratado de Amistad, Comercio y Navegación (1843); Tratado de Extradición (1881); Acuerdo sobre el transporte de ganado entre ambas naciones (1976); Acuerdo sobre la Seguridad Social (1985); Acuerdo de Cooperación Técnica (1988); Acuerdo sobre la Promoción y Protección de Inversiones (1990); Acuerdo sobre coproducción cinematográfica (2004); Acuerdo de Cooperación de Defensa (2017); Acuerdo en Asuntos Judiciales (2019); Acuerdo para eliminar la doble imposición en relación con los impuestos sobre la renta y prevenir la evasión y la evasión fiscal (2019) y un Acuerdo de cooperación cultural y científica (2019).

## Misiones diplomáticas residentes
- Italia tiene una embajada en Montevideo.[29]
- Uruguay tiene una embajada en Roma y un consulado-general en Milán.

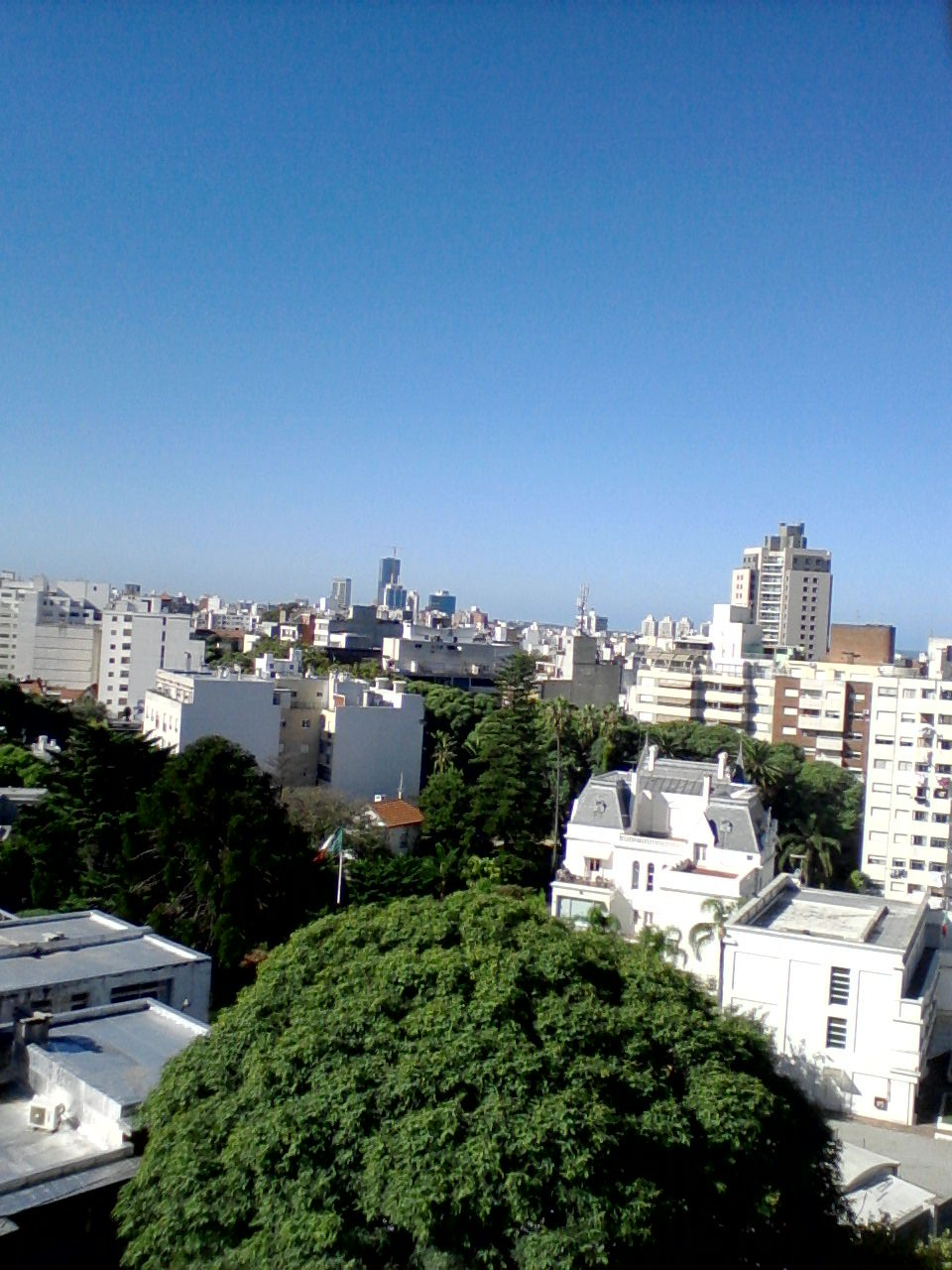
Embajada de Italia en Montevideo
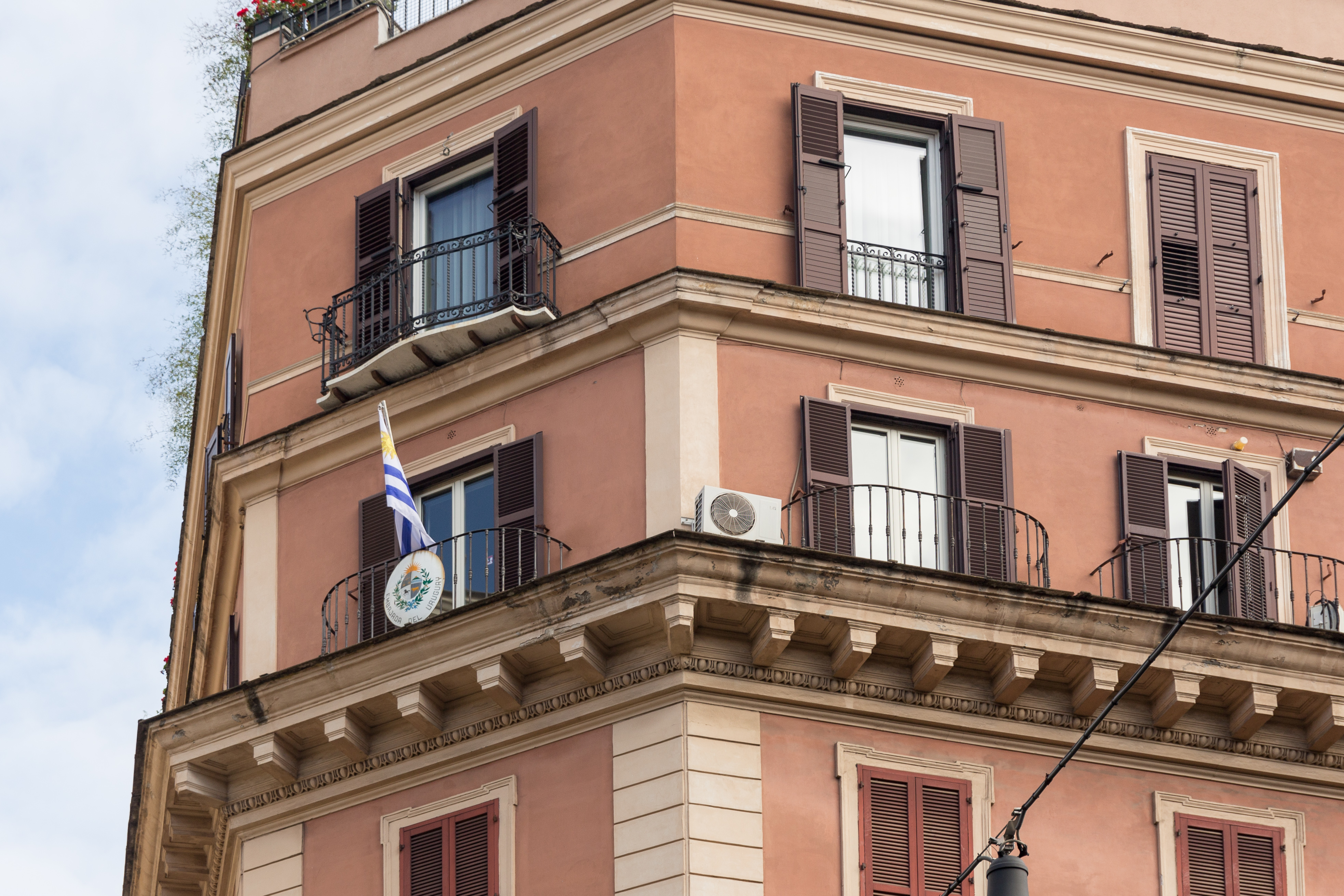
Embajada de Uruguay en Roma